# 대막대나선은하
NGC 1365는 화로자리에 있는 막대나선은하이다.

## 거리
지구로부터 약 5,620만 광년 떨어져 있다.

## 소속 은하단
화로자리 은하단에 속해 있으며, 중심부 부근에서 볼 수 있다.

## 초신성
초신성 3개(SN 1957C, SN 1983V, SN 2001du, SN 2012fr)가 발견되었다.

## 명칭의 유래
길이가 10만 광년이나 되는 거대한 나선팔로 인해 대막대나선은하라는 별칭이 생겼다.

## 막대 구조
은하 중심엔 막대 구조가 존재하며 그 안엔 대각선으로 기울어진 더 작은 막대 구조가 1개 더 존재하며 이는 팽대부 내부에 위치한 항성들의 고유운동 불안정성으로 인해 발생하는 것으로 추정된다.

## 팽대부
팽대부 내부엔 활성 은하핵이 존재하며 그 때문에 세이퍼트 은하로 분류된다. 그 중심엔 200만 태양질량 의 질량을 가진 초대질량 블랙홀이 발견되었다. 이 블랙홀은 특이하게도 광속의 84%의 속도로 회전하고 있는데 이는 블랙홀 주변의 강착 원반이 매우 두꺼운 데다 블랙홀에 거의 붙어서 회전하고 있기 때문이라고 한다. 또한 팽대부 부근에선 2개의 초발광 자외선 소스(ULX)가 발견되었는데 이중 1개(NGC 1365 X1)는 250 태양질량을 가지고 있는 중간질량 블랙홀, 나머지 1개(NGC 1365 X2)는 340 태양질량의 중간질량 블랙홀인 것이 확인되었다.

## 항성 생성 및 초성단

### 항성 생성
대부분의 막대나선은하의 경우 나선팔에서 별이 활발하게 형성되지 팽대부 부근에선 초대질량 블랙홀 근처를 제외하고는 거의 또는 아예 별 형성이 일어나지 않지만 NGC 1365에선 팽대부 전역에서 별 형성이 일어나고 있다고 한다. 이는 막대구조에서 항성 질량의 축적 속도가 다른 막대나선은하보다 더 높은 점, 팽대부 전 지역에서 분자운이 생성된 점 등의 복합적인 이유가 있는 것으로 밝혀졌다.

### 초성단
이중에선, NGC 1365의 중심 부분과 팽대부와 나선팔이 만나는 부분에선 젊은 초성단들이 발견되고 있으며, 이중 가장 거대한 성단은 성단의 추정 질량이 무려 1,000만 태양질량에 이를 정도로 거대한 성단이라고 한다. 이외에도 크기가 작은편에 속하는 성단조차 우리 은하의 일반적인 구상 성단보다 300배는 더 밝다고 한다.

## 폭발적 항성 생성의 발생
나선팔에서 상술한 성단들 보단 덜하지만, 폭발적 항성 생성이 일어나고 있으며 나선팔 전체에서 중성수소영역과 전리수소영역이 발견되었다고 한다.

## 같이 보기
- NGC 1300